# Friederikenberg

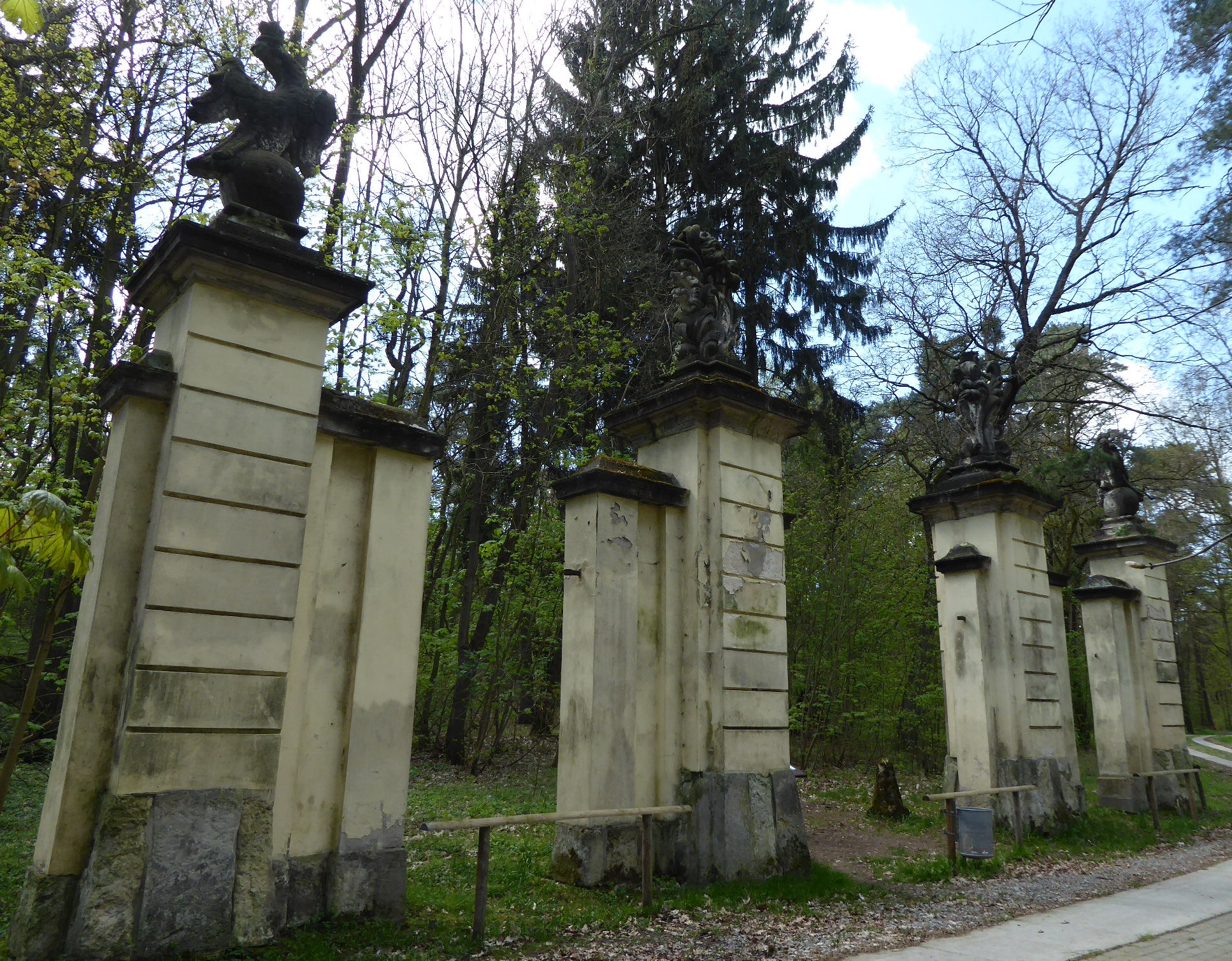
Haupttor des Lustschlosses

Friederikenberg ist ein ehemaliges Lustschloss auf dem Hüttenberg in der Nähe von Badetz zwischen Tochheim und Steckby aus der Zeit des Fürstentums Anhalt-Zerbst. Heute steht nur noch das ehemalige Haupttor direkt am Elberadweg, während der ehemalige Schlossberg und Reste der einstigen Gartenbepflanzung nur noch schwer erkennbar sind.

## Geschichte
Das Lustschloss Friederikenberg wurde von Johann August (1677–1742), vermutlich nach einem Entwurf von Giovanni Simonetti, auf eigene Kosten errichtet. Zu Ehren seiner Frau Friederike von Sachsen-Gotha-Altenburg (1675–1709) erfolgte die Benennung als Friederikenberg. Nach deren Tod wurden die Bauarbeiten 1709 weitgehend eingestellt.
In den Jahren 1725/26 erfolgte eine Erweiterung des Schlosses durch den Zerbster Baumeister Johann Christoph Schütze. Erst 1741 konnte das Schloss fertiggestellt werden. Nach dem Tod Johann Augusts im Jahre 1742 wurde 1751 ein Schankbetrieb eingerichtet.
Nach dem Ende des Fürstenhauses Anhalt-Zerbst 1793 hatte der neue Besitzer kein Interesse an der Anlage. Als das Schloss 1832 abgebrochen werden sollte, baten Zerbster Bürger um deren Erhalt als Ausflugsziel. Die daraufhin am 17. Juni 1832 erfolgte Schenkung an die Stadt Zerbst wurde 1833 aufgrund der hohen Kosten rückgängig gemacht. Die Gebäude wurden abgetragen, der Lustgarten verwilderte.